# Rokunohe, Aomori
Rokunohe (六戸町 Rokunohe-machi) là thị trấn thuộc huyện Kamikita, tỉnh Aomori, Nhật Bản. Tính đến ngày 1 tháng 10 năm 2020, dân số ước tính thị trấn là 10.447 người và mật độ dân số là 120 người/km2. Tổng diện tích thị trấn là 83,89 km2.